# .my
A .my Malajzia internetes legfelső szintű tartomány kódja, melyet 1987-ben hoztak létre.

## Második szintű tartománykódok
- com.my – kereskedelmi szervezeteknek.
- net.my – hálózatfenntartóknak.
- org.my – nonprofit szervezeteknek.
- gov.my – kormányzati szervezeteknek.
- edu.my – oktatási intézményeknek.
- mil.my – katonaságnak.
- name.my – malajziai személyeknek.